# Hardeep Singh Nijjar

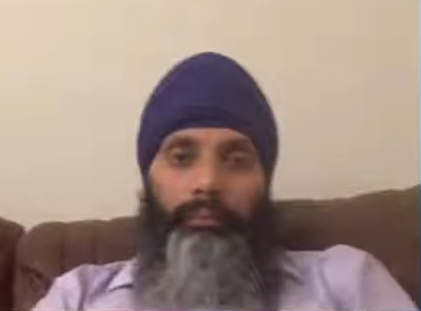
Hardeep Singh Nijjar im Jahr 2020

Hardeep Singh Nijjar (Panjabi ਹਰਦੀਪ ਸਿੰਘ ਨਿੱਝਰ; * 11. Oktober 1977 in Bharsinghpur, Distrikt Jalandhar, Punjab, Indien; † 18. Juni 2023 in Surrey, British Columbia, Kanada) war ein Separatist der Khalistan-Bewegung, d. h. der radikalen Bewegung für einen unabhängigen Sikh-Staat im Punjab. Er fiel einem Mordanschlag zum Opfer, bei dem es nach Ansicht der kanadischen Untersuchungsbehörden Verbindungen zum indischen Geheimdienst gab. Der Vorfall führte zu einer diplomatischen Krise zwischen Indien und Kanada.

## Biografie
Nijjar wurde in einem kleinen Dorf in eine Sikh-Familie im indischen Bundesstaat Punjab geboren. Seine Eltern waren in der Landwirtschaft tätig. Im Jahr 1997 emigrierte die Familie nach Kanada und ließ sich in der Stadt Surrey in British Columbia nieder, wo bereits eine große Sikh-Gemeinde ansässig war. Die Familie hielt weiter enge Beziehungen zu ihrem Heimatdorf und war dort wiederholt zu Besuch.
Nijjar erwarb die kanadische Staatsangehörigkeit und verdiente seinen Lebensunterhalt in Kanada als Klempner. Er wurde in der örtlichen Sikh-Gemeinde aktiv und zum Vorsitzenden des Guru Nanak Sikh Gurdwara in Surrey gewählt. Er kam in Verbindung mit verschiedenen Sikh-Organisationen, die für die Unabhängigkeit des Punjab von Indien und für einen separaten Sikh-Staat kämpfen, so der Babbar Khalsa und der Khalistan Tiger Force. Beide wurden durch die indischen Behörden als terroristische Organisationen eingestuft. Die indischen Behörden im Punjab leiteten mehrere Ermittlungsverfahren gegen ihn ein: 2010 wegen mutmaßlicher Beteiligung an einem Anschlag nahe dem Satya-Narayan-Tempel in Patiala, 2015 wegen vermuteter Beteiligung an einem Mordkomplott gegen religiöse Führer und 2016 wegen angeblichen Aufbaus eines Trainingscamps für Terroristen in Kanada. In diesem Zusammenhang wurde er auch kurzzeitig im April 2018 durch die kanadischen Behörden festgenommen, aber ohne Anklageerhebung wieder freigelassen. In öffentlichen Interviews stritt Nijjar sämtliche Verwicklungen in terroristische Aktivitäten ab. Im Zuge der Ermittlungen beschlagnahmten die indischen Behörden den Großteil von Nijjars Landbesitz im Punjab.

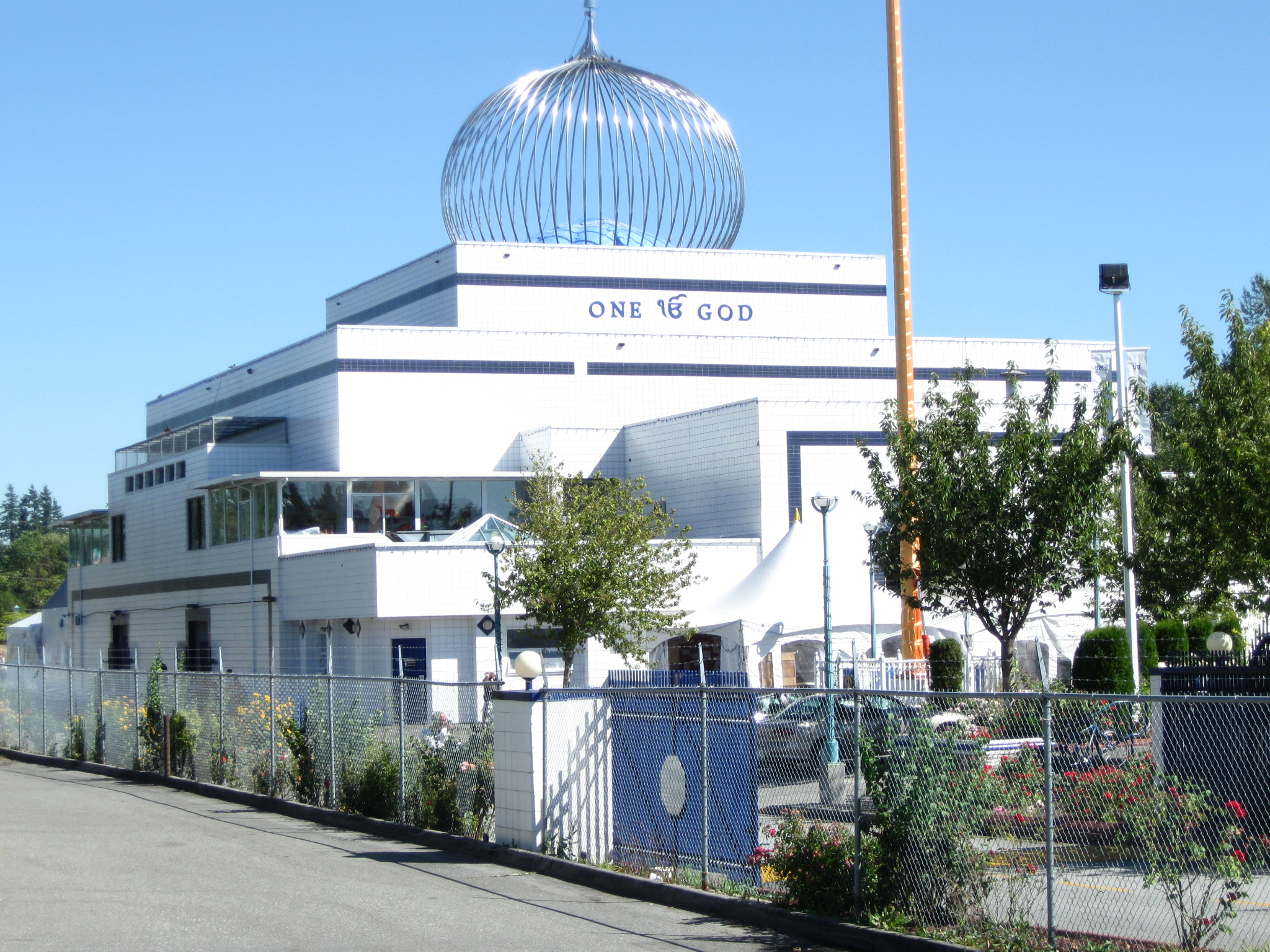
Guru Nanak Gurdwara in Surrey

Den indischen Behörden waren die Aktivitäten der Sikh-Separatisten in Kanada seit längerem ein Dorn im Auge. Bei einem Besuch in Kanada übergab der Chief Minister von Punjab, Amarinder Singh, am 21. Februar 2018 dem kanadischen Premierminister Justin Trudeau eine Namensliste von neun Personen, die in Indien terroristischer Aktivitäten verdächtigt wurden und in Kanada ansässig waren. Zu den darin aufgeführten fünf strafrechtlich Verfolgten zählte auch Nijjar.

## Ermordung und die Folgen
Am 18. Juni 2023 wurde Nijjar in seinem Wagen auf dem Parkplatz vor dem Gurdwara in Surrey von zwei unbekannten maskierten Männern erschossen. Der Mord rief unter radikalen Sikhs im Exil weltweit Empörung hervor und schnell wurden Anschuldigungen laut, dass indische offizielle Stellen in den Mord verwickelt sein könnten. In den Monaten zuvor waren zwei weitere Sikh-Extremisten überraschend verstorben. Im Juni 2023 verstarb im britischen Birmingham im Alter von 35 Jahren Avtar Singh Khanda, der mutmaßliche Führer der Khalistan Liberation Force, unter Umständen, die einige als suspekt einschätzten. Die britischen Behörden gingen jedoch von einer natürlichen Todesursache aus. Im Mai 2023 wurde der in Indien als Terrorist gesuchte Paramjit Singh Panjwar im pakistanischen Lahore von Unbekannten erschossen. Am 3. Mai 2024 gab die kanadische Polizei die Festnahme von drei Sikhs aus Edmonton bekannt. Die drei seien des Mordes angeklagt worden.
Am 19. September 2023 erklärte Trudeau, dass es glaubhafte Hinweise dafür gäbe, dass der indische Staat in den Mord verwickelt sei. Die kanadische Außenministerin Mélanie Joly kündigte die Ausweisung eines hochrangigen indischen Diplomaten an. Indien reagierte umgehend mit der Ausweisung eines kanadischen Botschaftsangehörigen. Die kanadische Regierung kündigte außerdem die Aussetzung der Verhandlungen zu einem Handelsabkommen zwischen Kanada und Indien an. Die indische Regierung wies die Anschuldigungen zurück und beschuldigte Kanada seinerseits „Khalistan-Terroristen“ Unterschlupf zu gewähren.
Am 22. September 2023 erklärte Indien vorübergehend keine Visa mehr an kanadische Staatsbürger ausgeben zu wollen. Die indischen Konsulate und die Botschaft Indiens in Kanada seien bedroht worden, sodass Visaanträge derzeit nicht bearbeitet werden könnten. Kanada hatte kurz zuvor angekündigt, sein Botschaftspersonal in Indien zu reduzieren, da einige Botschaftsangehörige Drohungen über Soziale Medien erhalten hätten.
Nach der Volkszählung 2021 lebten in Kanada 1,4 Millionen Menschen indischer Abstammung – mehr als die Hälfte von ihnen Sikhs –, entsprechend etwa 3,7 Prozent der Bevölkerung. Im Jahr 2022 machten indische Studenten an kanadischen Hochschulen etwa 40 % (320.000) aller ausländischen Studenten aus. Im Jahr 2021 besuchten 80.000 kanadische Touristen Indien, womit Kanada an vierter Stelle nach den Vereinigten Staaten, Bangladesch und dem Vereinigten Königreich lag.
Die Verschlechterung der indisch-kanadischen Beziehungen kam für die Vereinigten Staaten zur Unzeit, da Indien angesichts der verschärften Spannungen zwischen China und den Vereinigten Staaten als ein Bollwerk gegen den zunehmenden Einfluss Chinas gesehen wurde. Die Vereinigten Staaten, sowie das Vereinigte Königreich und Australien (letztere beide ebenfalls Staaten mit einer großen Exil-Sikh-Gemeinschaft) bemühten sich diplomatisch um Schadensbegrenzung.
Am 15. Oktober wiesen Kanada und Indien Diplomaten des jeweils anderen Landes aus.